# Коберг (Лауэнбург)
Коберг (нем. Koberg) — община в Германии, в земле Шлезвиг-Гольштейн.
Входит в состав района Герцогство Лауэнбург. Подчиняется управлению Нуссе. Население составляет 759 человек (на 31 декабря 2010 года). Занимает площадь 11,98 км².